# Env
Env یک فرمان پوسته یونیکس سیستم‌عامل‌های یونیکس شبه یونیکس است که برای چاپ فهرستی از متغیر محیطی یا اجرای ابزار دیگری در یک محیط تغییرداده شده بدون نیاز به ویرایش محیط فعلی است.